# Speonomus bonvouloirii
Speonomus bonvouloirii es una especie de escarabajo del género Speonomus, famillia Leiodidae. Fue descrita por Jacquelin du Val en 1859. Se encuentra en Francia.